# Greenfield (Oklahoma)
Greenfield és un poble dels Estats Units a l'estat d'Oklahoma. Segons el cens del 2000 tenia 123 habitants.

## Demografia
Segons el cens del 2000, Greenfield tenia 123 habitants, 55 habitatges, i 37 famílies. La densitat de població era de 365,3 habitants per km².
Dels 55 habitatges en un 23,6% hi vivien nens de menys de 18 anys, en un 47,3% hi vivien parelles casades, en un 14,5% dones solteres, i en un 32,7% no eren unitats familiars. En el 32,7% dels habitatges hi vivien persones soles el 14,5% de les quals corresponia a persones de 65 anys o més que vivien soles. El nombre mitjà de persones vivint en cada habitatge era de 2,24 i el nombre mitjà de persones que vivien en cada família era de 2,78.
Per edats la població es repartia de la següent manera: un 19,5% tenia menys de 18 anys, un 8,9% entre 18 i 24, un 22,8% entre 25 i 44, un 35% de 45 a 60 i un 13,8% 65 anys o més.
L'edat mediana era de 44 anys. Per cada 100 dones de 18 o més anys hi havia 98 homes.
La renda mediana per habitatge era de 20.694 $ i la renda mediana per família de 21.607 $. Els homes tenien una renda mediana de 26.250 $ mentre que les dones 20.000 $. La renda per capita de la població era de 13.097 $. Entorn del 20% de les famílies i el 17,6% de la població estaven per davall del llindar de pobresa.

## Poblacions més properes
El següent diagrama mostra les poblacions més properes.